# Vinoř
Vinoř (německy Winor) je někdejší vesnice, od roku 1974 městská čtvrť a katastrální území Prahy, od 24. listopadu 1990 pod názvem Praha-Vinoř také městská část. Leží na severovýchodě hlavního města Prahy v severovýchodní části obvodu Praha 9, podél ulice Mladoboleslavské vedoucí směrem k Brandýsu nad Labem. Má rozlohu 599,92 ha, počet obyvatel k 1. lednu 2019 byl 4 071.
Vinoř sousedí s Miškovicemi, Čakovicemi, Kbely, Satalicemi, Radonicemi, Jenštejnem, Podolankou a Přezleticemi

## Historie
Vinoř je staré historické sídlo, první písemná zmínka o obci pochází již z roku 1088, kdy král Vratislav II. daroval Vinoř vyšehradské kapitule, sama Vinoř je ale mnohem starší. Podle sčítání lidu z roku 1890 měla 946 obyvatel a 102 čísel domů.
Do Vinoře spadá též osada Ctěnice.

## Volby
Ve Vinoři naposledy při komunálních volbách 2022 vyhrálo Sdružení pro Vinoř (č. 3) s 8 mandáty, druhé bylo ODS (č. 1) s 5 mandáty a třetí, poslední Libeňský Mourek pro Vinoř (č. 2) s 2 mandáty.
Žádné jiné hnutí, strana, nebo sdružení nekandidovalo. V plánu měla kandidaturu i KDU-ČSL, ale nakonec nesehnalo dostatek kandidátů.

## Sídliště
Ve Vinoři je jedno sídliště, které je rozděleno na nové a staré. To nové je zde od roku 2008 přičemž historie starého sídliště sahá až do roku 1990. Ve staré části sídliště se nachází 28 vchodů celkově v 10 panelových domech o výšce 4 pater. V nové části se nachází celkem 44 vchodů ve 28 cihlových domech o výšce 3 pater. Část starého sídliště v roce 2019 prošla velkou rekonstrukcí. Je to zároveň první rekonstrukce, která zde od postavení sídliště proběhla.

## Památky

### Kulturní památky

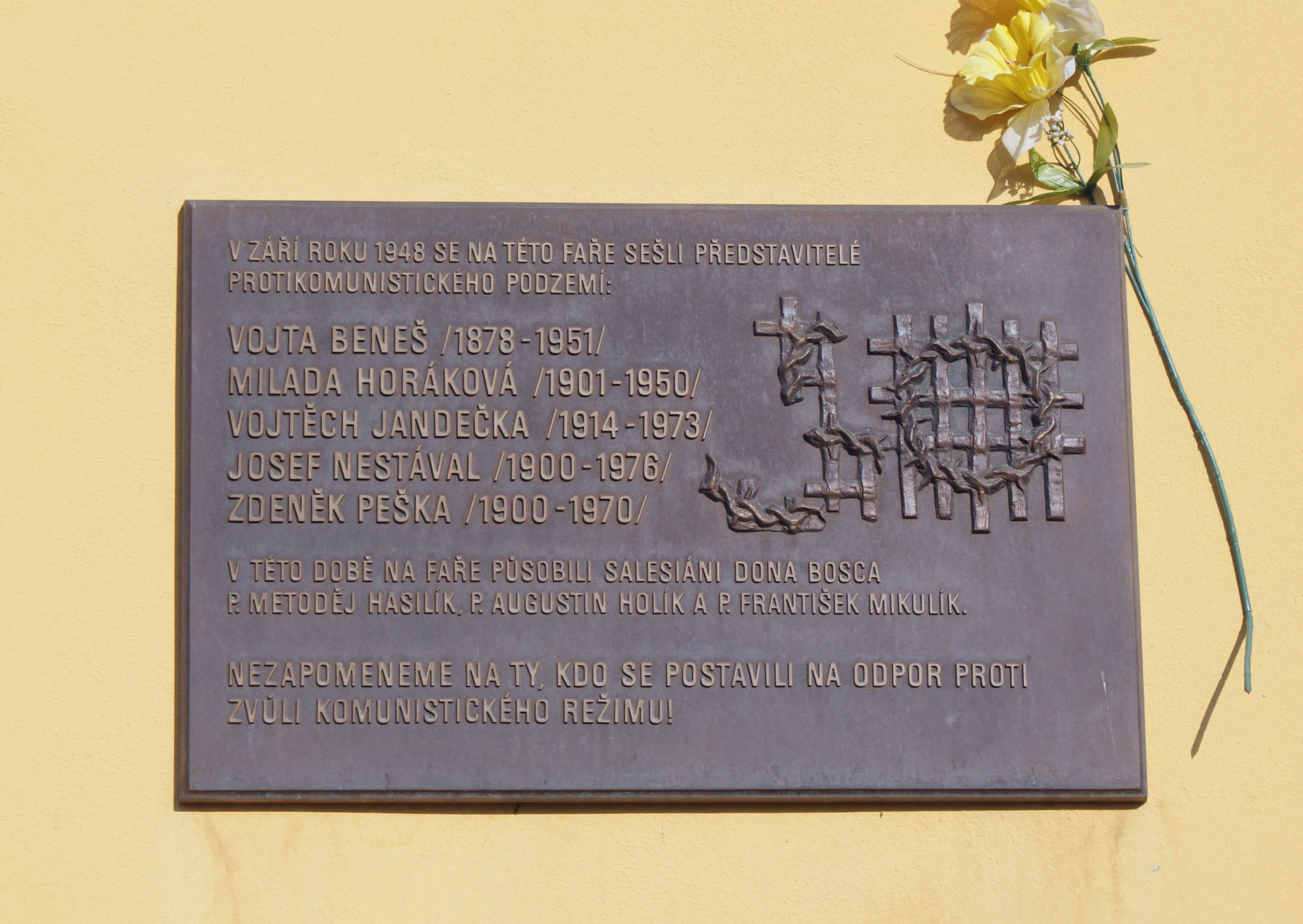
Pamětní tabule protikomunistického odboje na vinořské faře

Nejstarší dochovanou stavbou ve Vinoři je barokní kostel Povýšení sv. Kříže, postavený v letech 1727–1728 stavitelem F. M. Kaňkou na místě původní románské stavby. Před kostelem stojí cenné sousoší svatého Jana Nepomuckého od barokního sochaře I. F. Platzera. Západně od kostela stojí budova barokní fary.
Dalšími dominantami vsi jsou Vinořský zámek, postavený rovněž stavitelem F. M. Kaňkou, který v současné době spravuje Ministerstvo vnitra. Sídlí tam Policie České republiky
Zámek Ctěnice stojí v osadě Ctěnice a je jednou z mála dochovaných středověkých tvrzí z 2. poloviny 14. století.
Podél cesty do Kbel a v centru Vinoře stojí čtyři výklenkové kapličky poutní cesty z Prahy do Staré Boleslavi, postavené v letech 1674–1690. Pátá výklenková kaple této poutní cesty dnes stojí u Cukrovarského rybníka. Kapličky jsou chráněny jako kulturní památky České republiky.
Ve východní části Vinoře se nacházel cukrovar, který byl navzdory snahám o záchranu v roce 2009 zbourán.

### Přírodní památky
- V jižní části území Vinoře se nachází přírodní rezervace Vinořský park.
- Lípa republiky na Vinořském náměstí, významný strom
- Lípa republiky před Základní školou, významný strom

## Doprava
Vinoř se nachází na silnici II/610, která ji prakticky rozděluje. Tato silnice je hlavní spojnicí s centrem Prahy a na druhou stranu pokračuje přes Brandýs nad Labem až do Mladé Boleslavi.
Městskou hromadnou dopravu (PID) zde zajišťují pouze autobusové linky, městské i příměstské (159, 186, 302, 375, 376, 378, 396 a noční linky 916 a 953). Všechny denní linky spojují Vinoř se stanicí metra C Letňany. Výjimkami jsou linky 186 a 396. Linka 396 jezdí jen mezi Vinoří a Přezleticemi, linka 186 pak mezi Vinoří a stanicí metra B Černý Most.

## Partnerská města
Schulzendorf, Brandenburg, Německo;
Laveno-Mombello, Itálie;
Kargowa, Polsko;
Prague, Oklahoma, USA;
město Sevan, Arménie.

## Zajímavosti
- Katolická církev ve Vinoři vlastní asi tři čtvrtiny pozemků.
- Vinořská škola vyučovala již za Marie Terezie. Až do roku 1856 měla pouze dvě třídy. V roce 2007 ji navštěvovalo celkem 295 studentů.
- Průměrný věk obyvatel Vinoře je 38,3 let (2021).[9]
- Nejvyšší bod Vinoře má nadmořskou výšku 268 m.
- Celková výměra je 598 ha, z čehož 436,02 ha jsou zemědělsky využívané pozemky.
- Na území Vinoře je 7 rybníků, což je největší počet rybníků v jedné městské části.
- I když do Vinoře nikdy nejezdila tramvaj, tak jednu tramvaj Vinoř má. V areálu společnosti Pražské strojírny se nachází původní pražská tramvaj T3SUCS, která je vidět z hlavní ulice.
- V roce 2017 byl objeven na místním hradišti hrob z devátého století. Třináctiletá dívka, která zde byla pochována s bohatou výbavou šperků, byla nazvána Vinořská princezna.[10]

## Osobnosti
- Otto Hradecký (1920–1990), divadelní a filmový herec
- Theobald Kretschmann (1850–1919) Vídeň), violoncellista, dirigent a skladatel

## Galerie

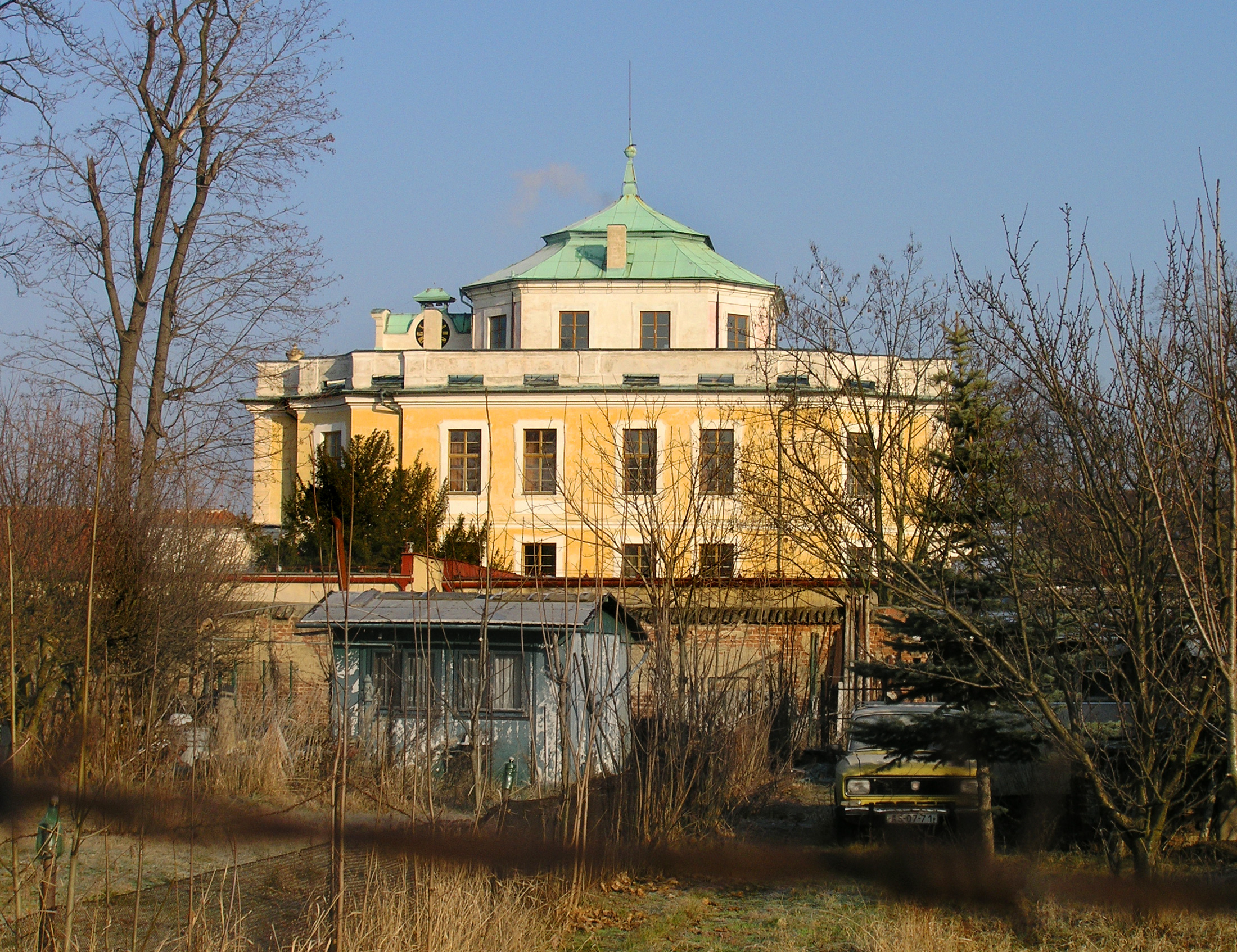
Vinořský zámek
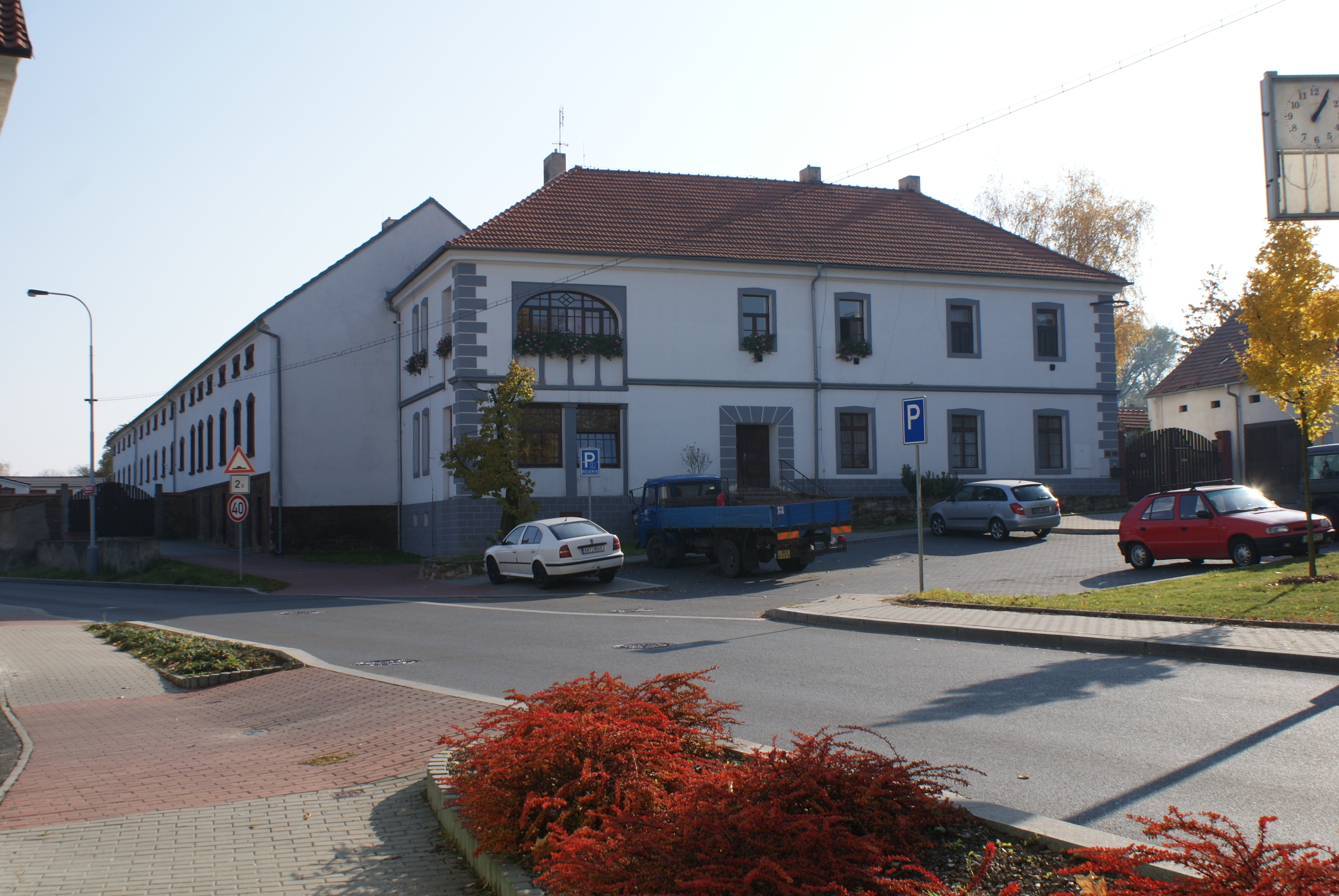
Vinořské náměstí
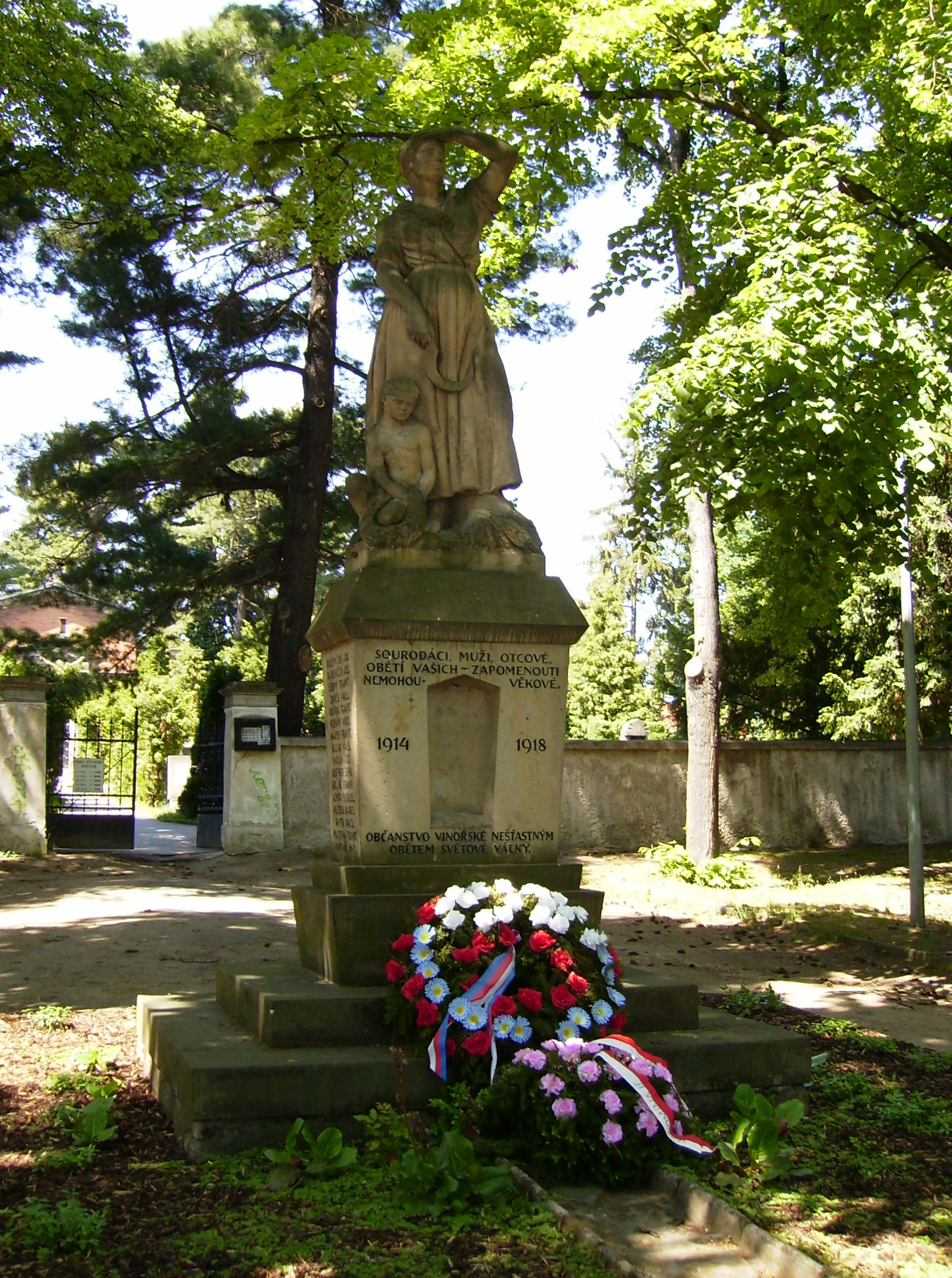
Pomník padlým před vinořským hřbitovem
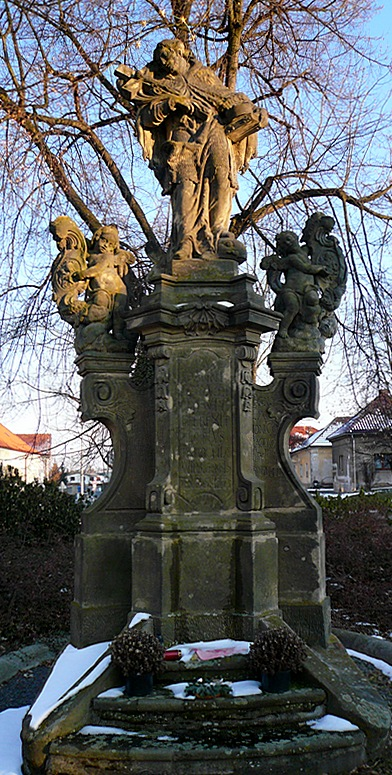
Sousoší sv. Jana Nepomuckého
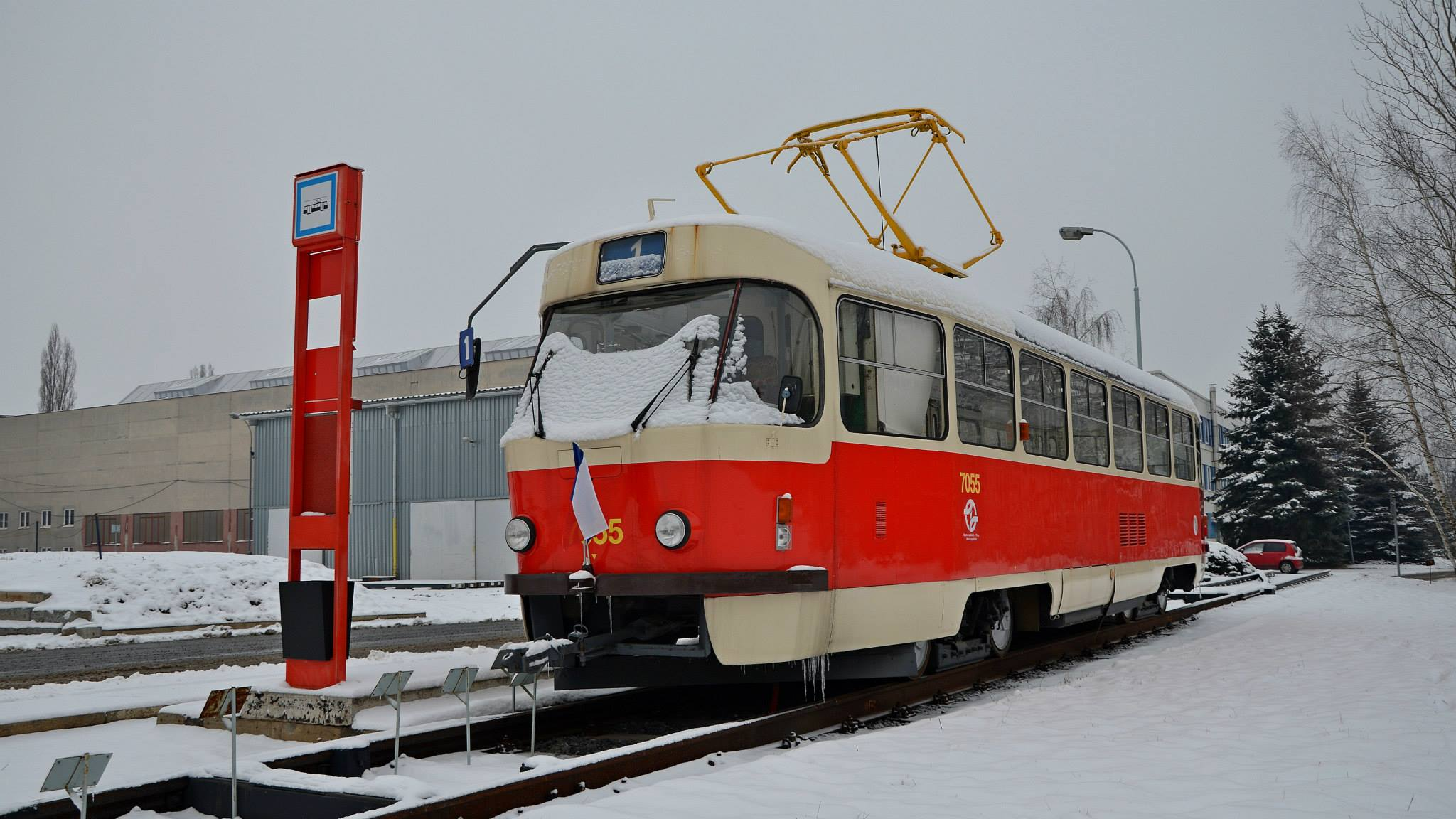
Tramvaj T3SUCS ve Vinoři
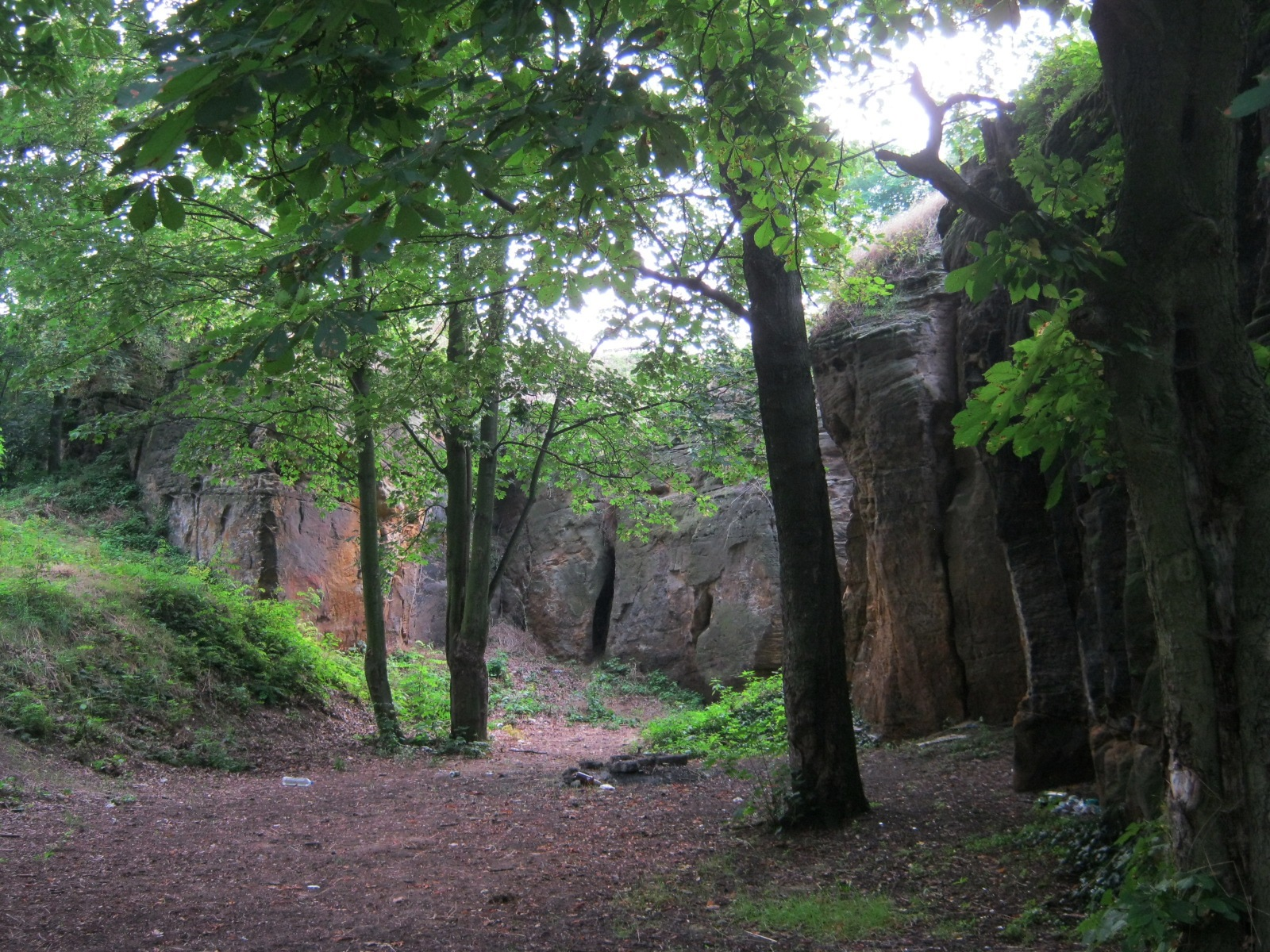
Les a skály na naučné stezce Vinoř–Jenštejn